# Mimis Domazos
Dimitrios "Mimis" Domazos (Atenas, 22 de janeiro de 1942 – Atenas 24 de janeiro de 2025) foi um futebolista grego, conhecido como O General.

## Carreira
Mimis Domazos cresceu na base do Panathinaikos, fazendo parte da geração de ouro da equipe. Meia cerebral, tinha o apelido de general por comandar o meio-campo. Teve uma passagem rápida pelo AEK Atenas, se retirou em 1980.

## Morte
Na manhã do seu aniversário de 83 anos, em 22 de janeiro, Domazos procurou atendimento médico em um centro de diagnóstico por se sentir mal. Durante seu exame, os médicos descobriram que ele estava sofrendo de problemas cardíacos e edema pulmonar. Apesar das recomendações de hospitalização imediata, Domazos desmaiou ao sair do centro. Ficou internado em estado crítico por dois dias, quando faleceu em 24 de janeiro de 2025, por uma parada cardíaca.